# Inomjon Usmonxoʻjayev
Inomjon Buzrukovich Usmonxoʻjayev (ros. Инамжон Бузрукович Усманходжаев; ur. 21 maja 1930 w Ferganie, zm. 17 marca 2017 tamże) – radziecki i uzbecki polityk, przewodniczący Prezydium Rady Najwyższej Uzbeckiej SRR w latach 1978-1983, pierwszy sekretarz KC Komunistycznej Partii Uzbeckiej SRR w latach 1983–1988.

## Życiorys
W 1955 ukończył Środkowoazjatycki Instytut Politechniczny i pracował jako inżynier, później główny architekt miasta Margʻilon. Od 1958 działacz partii komunistycznej, od 1962 przewodniczący Rady Miasta Fergany, potem sekretarz Komitetu Obwodowego Komunistycznej Partii Uzbekistanu (KPU) w Syrdarii, 1972-1974 przewodniczący Obwodowego Komitetu Wykonawczego w Namanganie, od grudnia 1974 I sekretarz Obwodowego Komitetu KPUzSRR w Andiżanie. Od grudnia 1978 do 20 grudnia 1983 przewodniczący Prezydium Rady Najwyższej Uzbeckiej SRR, od 3 listopada 1983 do 12 stycznia 1988 pierwszy sekretarz KC KPUzSRR. Deputowany do Rady Najwyższej ZSRR 11 kadencji, członek Prezydium tej rady. 1971-1988 członek KC KPZR. 27 grudnia 1989 skazany w "aferze bawełnianej" na 12 lat więzienia, w 1990 uwolniony.
Zmarł 17 marca 2017 w Ferganie w wieku 86 lat, pochowany został w wilajecie fergańskim.